# Pan Zili
Pan Zili (chiń. 潘自力; ur. 1904, zm. 1972) – ambasador Chińskiej Republiki Ludowej w Pjongjangu (Korea Północna). Pełnił tę funkcję w okresie od stycznia 1955 do lutego 1956 roku. Następnie był ambasadorem w Federalnej Demokratycznej Republice Nepalu (kwiecień 1956 – sierpień 1960) i Republice Indii (kwiecień 1956 – lipiec 1962). Od grudnia 1962 do maja 1966 ambasador w ZSRR.